# Flying Carpet Airlines
Flying Carpet Airlines – nieistniejąca już, mała libańska linia lotnicza z siedzibą w Bejrucie. Głównym węzłem był Port lotniczy Bejrut. W 2009 roku linia została przemianowana na Med Airways.

## Kierunki
- Irak
  - Bagdad (Port lotniczy Bagdad)
  - Arbela (Port lotniczy Arbela)
  - Sulajmanijja (Port lotniczy Sulajmanijja)
  - Basra (Port lotniczy Basra)

- Liban
  - Bejrut (Port lotniczy Bejrut)

- Sudan
  - Chartum (Port lotniczy Chartum)

## Flota
W liniach służą następujące samoloty:
- 2 Boeing 737-200
- 1 Bombardier CRJ200LR
- 1 Piper PA-28
- 1 Piper PA-32
- 1 Piper PA-34
- 1 Swearingen SA-227 Metro